# جون روبرت روس
جون روبرت روس (بالإنجليزية: John R. Ross) هو لغوي أمريكي، ولد في 7 مايو 1938 في بروكلين في الولايات المتحدة.

## وصلات خارجية
- الموقع الرسمي